# Grigorij Lomidze
Grigorij Zacharovič Lomidze (Dmitrov, 7 febbraio 1903 – 10 gennaio 1962) è stato un regista cinematografico sovietico.

## Filmografia (parziale)

### Regista
- Otčim (1931)
- Sovetskie patrioty (1939)